# Acoela
Acœles, Acèles
Classe
Position phylogénétique
- Opisthocontes
  - Choano-organismes
    - Choanoflagellés
    - Métazoaires
      - Porifera
        - Éponges hexactinellides
        - Démosponges
        - Éponges calcaires

      - Epithéliozoaires
        - Homoscléromorphes
        - Placozoaires
        - Eumétazoaires
          - Cténophores
          - Cnidaires
          - Bilatériens
            - Orthonectides
            - Deutérostomiens
              - Chordés
              - Xénambulacraires
                - Ambulacraires
                - Xénacoelomorphes

            - Protostomiens
              - Chétognathes ?
              - Lophotrochozoaires

              - Ecdysozoaires
                - Panarthropodes
                - Nématozoaires
                - Scalidophores

Les Acèles ou Acœles (Acoela) sont une classe de vers marins libres (non parasites). Ils ont été longtemps considérés comme des Platyhelminthes. 
Ils sont placés à la base des Bilateria comme les Nemertodermatida avec lesquels ils ont été regroupés dans les Acoelomorpha (parfois dans les Deutérostomiens). Quatre cents espèces sont connues.

## Classification
- Acoela
  - Paratomelloidea
    - Paratomellidae Dörjes, 1966

  - Convolutoidea
    - Convolutidae Graff, 1905
    - Isodiametridae Hooge & Tyler, 2005
    - Otocelididae Westblad, 1948
    - Sagittiferidae Kostenko & Mamkaev, 1990
    - Taurididae Kostenko, 1989
    - Anaperidae Dörjes, 1968
    - Mecynostomidae Dörjes, 1968
    - Actinoposthiidae Hooge, 2001
    - Childiidae Dörjes, 1968

  - Antigonarioidea
    - Antigonariidae Dörjes, 1968

  - Solenofilomorphoidea
    - Solenofilomorphidae Dörjes, 1968

  - Proporoidea
    - Proporidae Graff, 1882
    - Hallangiidae Westblad, 1946
    - Nadinidae Dörjes, 1968

  - Diopisthoporoidea
    - Diopisthoporidae Westblad, 1940

  - Haploposthioidea
    - Haploposthiidae Westblad, 1948
    - Antroposthiidae Faubel, 1976

  - Hofstenioidea
    - Hofsteniidae Bock, 1923

  - IS
    - Dakuidae Hooge, 2003
    - Polycanthiidae Hooge, 2003